# Pai Chieh Keng
Pai Chieh Keng (1917- ) is een Chinees botanicus. Hij publiceerde verschillende werken over plantkunde, alleen of samen met zijn vader en ook botanicus Yi Li Keng.

## Werken
- Yi-Li Keng, Pai-Chieh Keng New bamboos from Szechwan Province, China 1946
- Preliminary study on the Chinese bamboos, art. en Technical Bulletin of the National Forest Research Bureau, Nanking 8 (1948) p.1-21
- Yili Geng Yili, Bojie Geng Zhongguo Zhongzi Zhiwu Fenke Jiansuobiao 1950
- Chung-kuo chung tzu chih wu fèn k'o chien so paio 1953, 1958
- Chung-kuo chih wu ti li ch'ü yü 1958
- Botanical geography of China by regions. Communist China New York: U.S. Joint Publications Research Service, 1959. Traducción de su obra publicada en Shangai en 1958
- P.C. Keng, C.J. Hsueh Ferrocalamus Hsueh and F. Keng, a new bamboo genus in China, art. en Journal of Bamboo Research 1, 1 (1982) p. 1-5
- Further comments on the "On the validity of the genera Sinocalamus McClure and Lingnania McClure", art. en Acta Phytotaxonomica Sinica 19 (1982) p.40-42
- A revision of genera of bamboos from the old world IV, art. en Journal of Bamboo Research 2, 2 (1983) p. 1-17
- New taxa of Bambusoideae in the flora of PR. China, art. en Journal of Bamboo Research 11,1 (1993) p. 19-26